# Климовка (Гомельський район)
Климовка (біл. Клімаўка) — село в Прибитковській сільській раді Гомельського району Гомельської області Республіки Білорусь.

## Географія

### Розташування
За 14 км на південь від Гомеля.

## Гідрографія
На річці Уть (притока річки Сож).

## Транспортна мережа
Транспортні зв'язки степовою, потім автомобільною дорогою Тереховка — Гомель. Планування складається з 2 паралельних між собою вулиць, орієнтованих із південного заходу на північний схід та сполучених дорогою. Забудова двостороння, здебільшого дерев'яна, садибного типу.

### Вулиці
- 1-а Радгоспна
- 2-а Радгоспна
- Лісна
- Лугова
- Луговий провулок
- Першомайська
- Садова
- Центральна
- Шкільна
- 40 років Перемоги[2]

## Населення

### Чисельність
- 2009 — 872 мешканці

## Відомі уродженці
- Сидорцов Володимир Никифорович — білоруський історик.
- Сулейков Кирило Пилипович — генерал-майор танкових військ.